# カルヨ・ポル
カルヨ・ポル（エストニア語: Kaljo Põllu、1934年11月28日 - 2010年3月23日）は、エストニアの美術家、教育者。フィン・ウゴル民族や北方民族の世界観、古代神話を幻想的に表現した版画作品群で知られる。1965年から、エストニア美術家協会の会員。

## 略歴
エストニア島嶼部にあるヒーウマー島のコパという村に生まれ、1949年に同島プスキの学校を出ると、ハープサルの教育専門学校で学び、同校を1953年に卒業した後は、タルトゥ音楽学校で合唱指揮を学ぶ。その後、兵役を終えたポルは、タリンで教師となるが、1956年にエストニアSSR芸術大学で学業に戻り、美術の道に進む。同大学ではガラス工芸を専攻し、1962年に卒業するとタルトゥ大学の美術研究室長となった。エストニアの美術界にポルの名前が登場するのも、この頃からである。
タルトゥ大学のカフェは、タルトゥで活動する美術家の議論と交流の場となっており、ポルは当初、タリンの美術の大使的な役回りであったが、オプ・アート、ポップアート、現代美術に没頭するにつれ、タルトゥにおける前衛的な美術の牽引者の一人となった。1967年には、Visaridという美術家集団を立ち上げ、西側諸国の美術の動向をエストニアに紹介、普及していった。ポル自身も、この活動で得た革新的な発想を自らの創作でも実践し、エストニアの現代美術の先駆者として活躍した。
1973年、ポルはタリンへ拠点を移すと、1975年からエストニアSSR芸術大学（その後、タリン芸術大学、エストニア芸術アカデミーと改称）で教鞭をとり、1978年には助教授、1988年からは教授を務めた。かねてから、エストニア民族の起源であるフィン・ウゴル民族の世界観の研究者と交流を持っていたポルは、この頃創作の方向性を劇的に転換し、革新的な前衛芸術を離れ、フィン・ウゴルの民族的な古代神話を視覚化する作品に集中するようになった。1978年からは、芸術大学内で広く学生を募り、学術調査隊を組織して、エストニア内外、特にコラ半島やカレリア、シベリアなどへ毎年調査旅行を実施。学生達に大きな影響を与えただけでなく、調査結果を研究して民族学的な創作を磨いていった。また、10年間、20年間の調査隊の調査結果を書籍にまとめ、学術的なフィン・ウゴル研究にも貢献した。ポルは、1993年までこの調査隊を指揮し、その後は弟子のカトリ・ヴィーレ（Kadri Viire）に引き継いだ。1996年には、フィン・ウゴルの学術調査隊に参加した自らの学生らを集めて、YDIという美術集団を立ち上げている。
2010年、病のためにタリンで亡くなった。

## 創作活動
タルトゥ大学時代のポルは、エストニアにおけるオプ・アート、ポップアート、前衛美術を牽引する美術家の一人であった。ポルの創作の特徴は、前衛的な技法と伝統的な絵画的技法を並立させる点にあり、それらが一つの作品の中で同居している場合もあった。また、国外のポップアートを研究し、時にはロイ・リキテンスタインの漫画的な手法に似た作品を、また別の時にはブリジット・ライリーやヴィクトル・ヴァザルリのオプ・アートに触発された作品を制作した。
革新的な活動を行っていたVisaridは、しかし、1972年には終焉を迎え、ポルの創作も大きく方向性を変える。この時期、ポルだけでなく多くのエストニアの前衛芸術家において作家としての個性の変革がみられ、その理由は色々なものが考えられるが、大きな要因の一つには社会情勢の変化があると言われる。即ち、「雪どけ」の時代が終わり、「鉄のカーテン」の厚みが増して、社会が停滞した時代、ソ連のイデオロギーの圧力が高まり、それに束縛されない創作を続けるべく、前衛とは異なる方向性を模索した結果である。ポルの場合、見出したのは、エストニアの民族の起源への回帰であった。
1973年にタリンへ拠点を移した頃からポルは、『小屋に住む人々』、『エストニアの風景』といった版画作品群を発表しはじめる。『小屋に住む人々』シリーズは1975年までに25作を発表し、これが評価されて、1975年に1度目のクリスチャン・ラウト賞を受賞する。その後、1978年から1984年にかけては『カリの人々』シリーズ65作、1987年から1991年にかけては『天と地』シリーズ40作、1991年から1995年にかけては『さとり』シリーズ47作と、ポルはいくつかの大きな版画作品群を何年かかけて集中的に制作し、1985年には2度目のクリスチャン・ラウト賞を受賞している。ポルの版画は、メゾチントの技法を巧みに用い、柔らかさに富んだモノクロームで神秘的な世界を表現しているのが大きな特徴である。
ポルは、大きな版画作品群を完結させた後、YDIを立ち上げる頃からは、1960年代の前衛美術に打ち込んだ時代によく扱った課題へ、新たな視点で取り組み、100以上の絵を描いている。
ポルは、エストニアの他、デンマーク、ロシア、ノルウェー、フィンランド、ハンガリー、スウェーデン、オーストラリア、フランス、アメリカ合衆国、イギリス、オーストリア、スペイン、アイルランドなどで個展を開催し、その数は50以上に上る。2018年から2019年にかけては、エストニア共和国独立100周年記念事業の一環で、日本でも個展が開催された。

## 栄典
ポルは、エストニア芸術アカデミー、タルトゥ大学、ユヴァスキュラ大学から、名誉博士号を送られている。
2度のクリスチャン・ラウト賞のほか、1995年にはヤーコプ・フルト国民文化賞を受賞、1997年にはタリン・アートホールとヴァールギャラリーにおける展覧会が評価されて、エストニア共和国文化賞を受賞し、また、勲五等国章勲章を授与された。2007年には、タルトゥ大学がエストニアの国家と国民性の醸成に貢献した個人を表彰する「ナショナル・アイデンティティ賞」を受賞した。

## 著作等
- Põllu, Kaljo; Tallinna Kunstiülikool (1990). Tallinna Kunstiülikooli kümme soome-ugri uurimisreisi. Tallinn: Olion. ISBN 9785450005829
- Põllu, Kaljo; Eesti Kunstiakadeemia (1999). Eesti Kunstiakadeemia kakskümmend soome-ugri uurimisreisi. Tallinn: Olion. ISBN 9789985661246
- Põllu, Kaljo (2004). Hiiumaa rahvapärane ehituskunst : Eesti Kunstiakadeemia uurimisreiside materjalide põhjal. Tartu: Ilmamaa. ISBN 9789985771037
- Põllu, Kaljo (2012). Igavene tagasitulek : kaljukunstist kogu maailmas. Tartu: Ilmamaa. ISBN 9789985772652